# Tomasz Franciszek Zamoyski
Tomasz Franciszek Zamoyski (ur. 28 lipca 1832 w Klemensowie, zm. 21 grudnia 1889 w San Remo) – XIV ordynat zamojski, syn Konstantego i Anieli Sapieżanki, ojciec Maurycego Klemensa.
Ufundował nowy gmach Biblioteki Ordynacji Zamojskiej w Warszawie, który otwarto dla publiczności 19 marca 1868.
16 września 1869 poślubił Marię Potocką, córkę Maurycego Eustachego. Miał z nią trzech synów i trzy córki.
W roku 1889 z powodu choroby wyjechał do Włoch, gdzie końcem roku zmarł. Jego ciało sprowadzono do Polski. Pochowano go w zamojskiej Kolegiacie. Upamiętnia go marmurowy nagrobek.

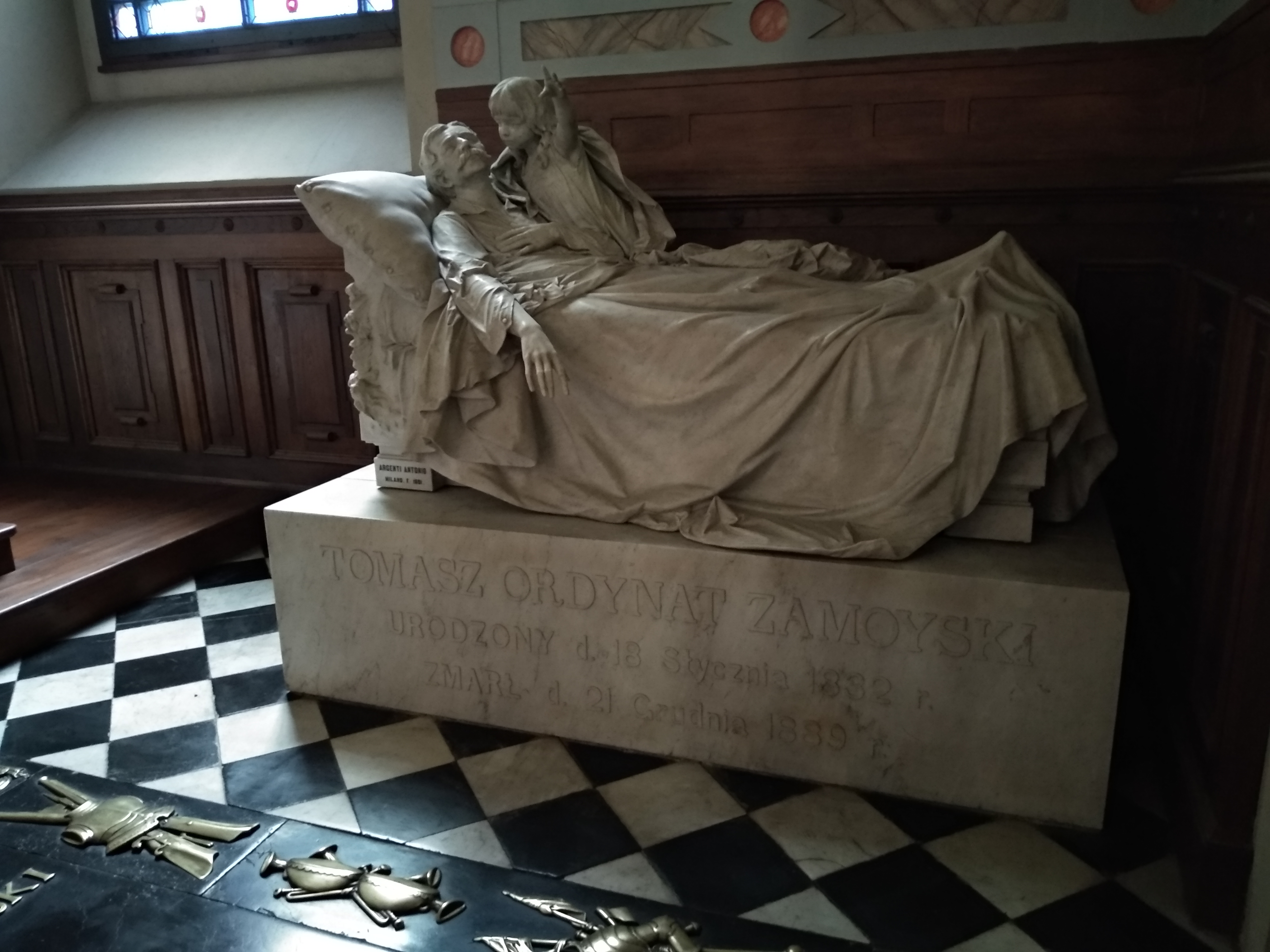
Nagrobek Tomasza Franciszka Zamoyskiego